# ウクフ郡
ウクフ郡（Łuków County (ポーランド語: powiat łukowski)）は、ポーランド東部、ルブリン県の北部にある郡。

## 地方行政区画

### 都市グミナ
- ウクフ　Łuków
- ストシェク・ウコフスキ　Stoczek Łukowski

### 村グミナ
- グミナ・アダムフ　Adamów
- グミナ・クシヴダ　Krzywda
- グミナ・ウクフ　Łuków
- グミナ・セロコムラ　Serokomla
- グミナ・スタニン　Stanin
- グミナ・ストシェク・ウコフスキ　Stoczek Łukowski
- グミナ・トシェビェシュフ　Trzebieszów
- グミナ・ヴォイチェシュクフ　Wojcieszków
- グミナ・ヴォラ・ムィスウォフスカ　Wola Mysłowska